# GMA Dove Award
Il GMA Dove Award è un premio musicale  assegnato dalla Gospel Music Association (GMA) e dedicato al settore della musica sacra. Il primo premio è stato assegnato nel 1969. 
Formalmente tenutosi a Nashville, la cerimonia di consegnato si è tenuta per due anni (2011 e 2012) ad Atlanta, prima di tornare a Nashville.